# ایمپریال (کالیفرنیا)
ایمپریال (به انگلیسی: Imperial) شهری در شهرستان ایمپریال ایالت کالیفرنیا است که در سرشماری سال ۲۰۱۰ میلادی، ۱۴۷۵۸ نفر جمعیت داشته است.